# OpenCity
OpenCity és un videojoc de construcció de ciutats (subgènere de la simulació) en el qual el jugador ha de crear un poble del no res i amb un diners determinats. Està sota llicència GPL i és multiplataforma.
El joc està clarament inspirat en la saga SimCity, sobretot el SimCity 2000, amb la diferència de tenir uns gràfics 3D (tot i que no gaire detallats) desenvolupats gràcies a les biblioteques SDL i OpenGL.

## Captures de pantalla

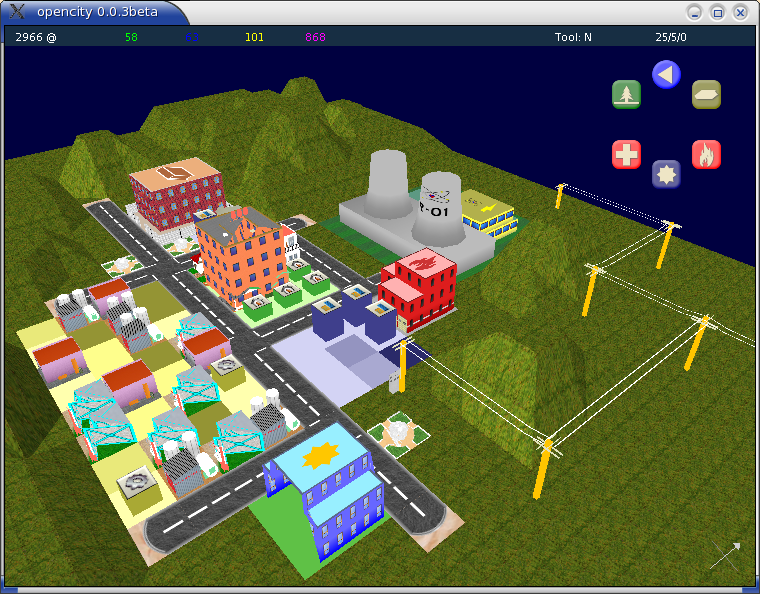
Captura de pantalla de la versió 0.0.3
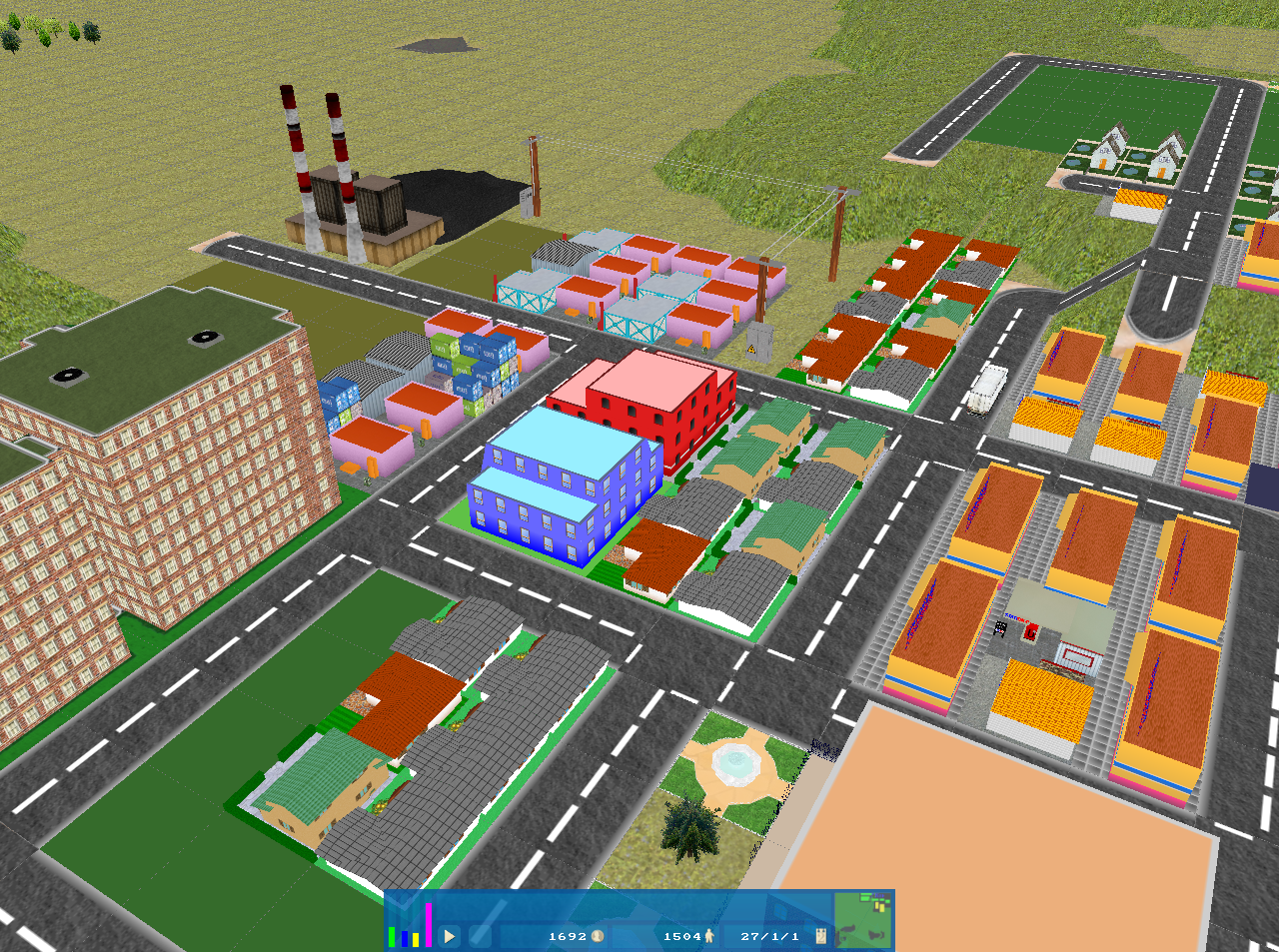
Captura de pantalla de la versió 0.0.5